# Sergei Wladilenowitsch Kirijenko

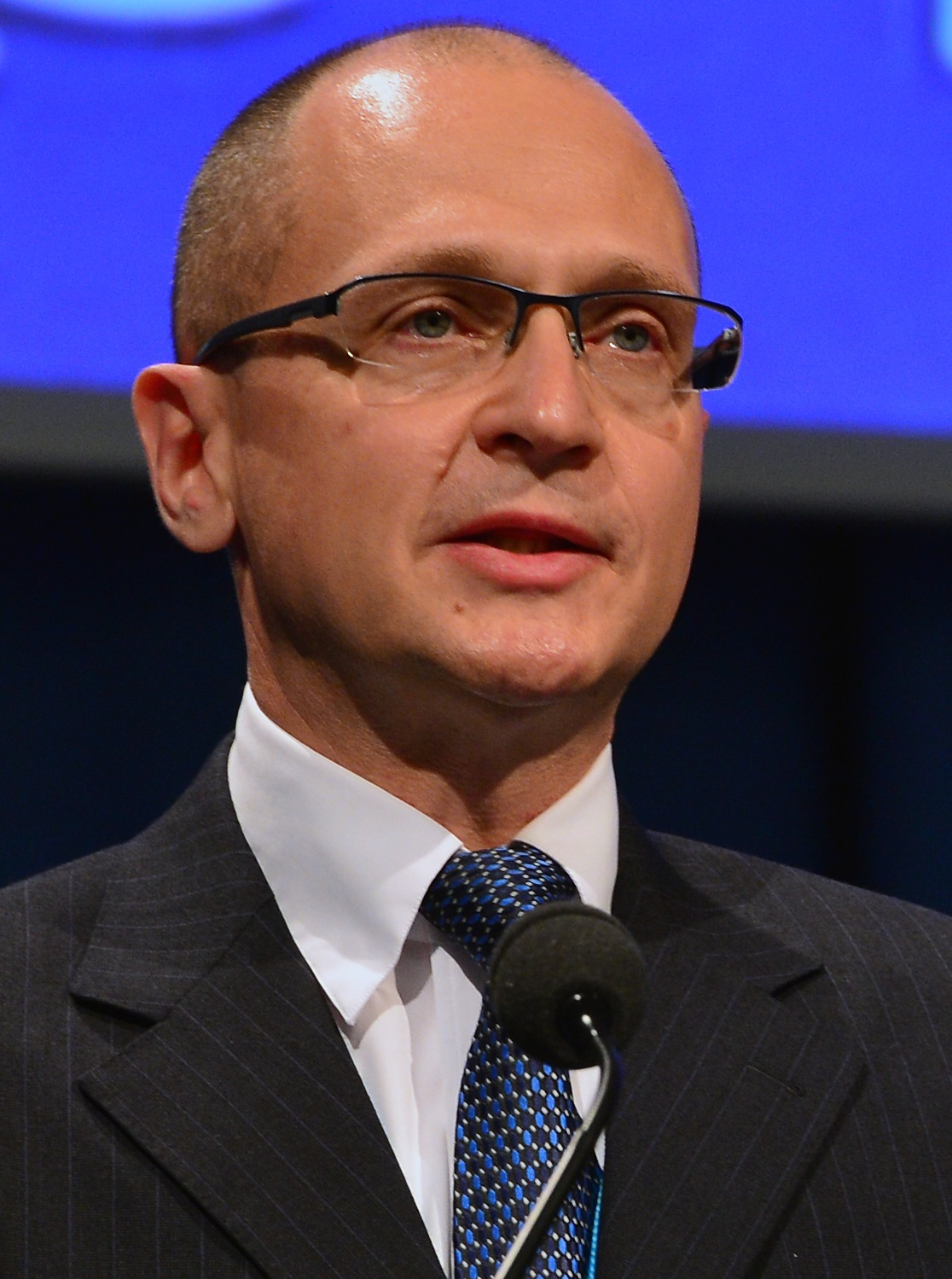
Sergei Kirijenko (2013)

Sergei Wladilenowitsch Kirijenko (russisch Сергей Владиленович Кириенко; * 26. Juli 1962 in Suchumi, Georgische SSR) ist ein russischer Politiker. Kirijenko war mit 35 Jahren, von April bis August 1998, Ministerpräsident von Russland und galt in der Regierung von Boris Jelzin als „junger Reformer“. Er war von November 2005 bis Oktober 2016 Leiter der Atomenergiebehörde Föderale Agentur für Atomenergie Russlands. Im Oktober 2016 wurde er von Präsident Wladimir Putin zum stellvertretenden Leiter der Präsidialverwaltung ernannt.

## Leben

### Ausbildung
Kirijenkos jüdischer Vater, mit dem Nachnamen Israitel, lehrte als Dozent am Institut für Wassertransport in Gorki (heute Nischni Nowgorod), Politökonomie und Philosophie. Der Vorname seines Vaters Wladilen (daher Kirijenkos Vatersname Wladilenowitsch) war ursprünglich ein sowjetischer Kunstname, zusammengestellt aus den Namensteilen von Wladimir Lenin. Kirijenko nahm aus Karrieregründen später den ukrainischen Nachnamen seiner Mutter an. Er verbrachte seine Jugend in Gorki – Rüstungszentrum und „Geschlossene Stadt“ (nur mit Sondergenehmigung zu betreten). Kirijenko ließ sich am Institut für Wassertransport zum Schiffbauingenieur ausbilden. Von 1984 bis 1986 absolvierte er seinen Wehrdienst in der Sowjetarmee.
Seit 1986 arbeitete Kirijenko in Gorki bei der Schiffswerft Krasnoje Sormowo als Ingenieur.

### Politik
1986, im gleichen Jahr, trat Kirijenko in die Kommunistische Partei der Sowjetunion (KPdSU) und damit die Politik ein. Er wurde 1987 Komsomolsekretär seines Betriebes, Gebietssekretär der Parteijugendorganisation und Deputierter im Provinzsowjet.
In der Zeit der Perestroika wechselte Kirijenko in die private Wirtschaft und absolvierte zwischen 1991 und 1993 ein zweites Studium an der Aganbegjan-Akademie für Finanzwesen in Moskau. Nach seinem Studium kehrte Kirijenko zurück nach Nischni Nowgorod, wo der junge Gouverneur Boris Nemzow die Stadt der Außenwelt öffnete. Kirijenko finanzierte mit seinem neu gegründeten Finanzinstitut Garantija die Petroraffinerie NORSI, die er dann seit 1996 als Direktor leitete.

#### Energieminister
Im Jahr 1997 ernannte der russische Präsident Jelzin Nemzow zum Energieminister und Ersten Stellvertretenden Ministerpräsidenten. Nemzow ernannte Kirijenko zu seinem Stellvertreter, wurde jedoch noch im gleichen Jahr von Kirijenko als Energieminister abgelöst.

#### Ministerpräsident
Jelzin entließ aufgrund interner Machtkämpfe am 23. März 1998 die Regierung des Ministerpräsidenten Wiktor Tschernomyrdin unter dem Vorwurf, er habe die wirtschaftspolitischen Probleme des Landes nicht energisch genug angegangen. Tschernomyrdin wurde als Konkurrent und möglicher Nachfolger Jelzins im Präsidentenamt gehandelt. Jelzin ernannte den bisher weitgehend unbekannten 35-jährigen Energieminister (seit sieben Monaten im Amt) Kirijenko zum i. o. Ministerpräsidenten (ispolnjajuschtschi objasannosti oder „interimistisch amtierende“). Kirijenko wurde am 10. April 1998 (143:186 Stimmen, „zu unerfahren“, Intimus des Radikalreformers Nemzow) und erneut am 17. April (115:271 Stimmen) vom Parlament, der Duma, abgelehnt. Am 24. April bestätigte die Duma Kirijenko jedoch als Ministerpräsident (251:25 Stimmen), nachdem die verfassungsgemäße Auflösung des Parlaments und Ausschreibung von Neuwahlen nach dreimaliger Ablehnung des Kandidaten drohte.
Der russische Ministerpräsident hat relativ wenig Macht, er trifft seine Entscheidungen nur in „Übereinstimmung mit den Dekreten“ des Präsidenten (Artikel 113, Verfassung Russlands), und ist hauptsächlich zuständig für eine einheitliche Finanz-, Kredit- und Geldpolitik. Kirijenko hielt an dem von Tschernomyrdin eingeschlagenen Sparkurs fest (Inflationskontrolle), das Parlament forderte jedoch mehr Geld für soziale Programme. Das von Nationalisten („Volksmacht“) und Kommunisten (KPRF) beherrschte Parlament unterstützte Kirijenko wenig. Kirijenko verfügte über keine Hausmacht im Kreml und hatte weder Durchschlagskraft noch Verbündete und zuverlässige Seilschaften im Parlament. Ein Grund dafür war auch die faktische Nötigung des Parlaments während der Wahl zum Ministerpräsidenten. Eine Strukturreform war unter diesen Voraussetzungen unmöglich. Im Volk bekam der jugendliche Ministerpräsident den Spitznamen „Kinder-Surprise“. Vor allem konnte sich Kirijenko nicht gegen die mächtigen Finanz-Oligarchen behaupten.

#### Russlandkrise

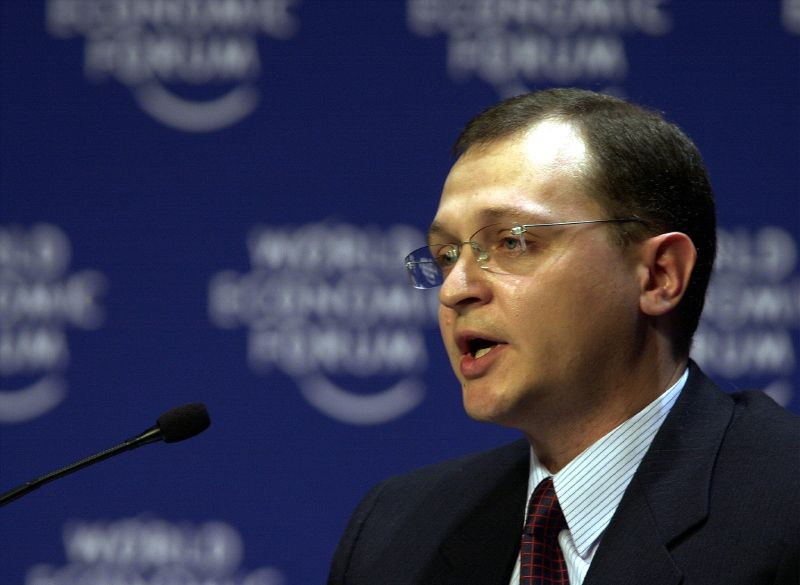
Kirijenko beim Weltwirtschaftsforum 2000 in Davos.

Bei Kirijenkos Amtsantritt hatte der russische Staat ein hohes Haushaltsdefizit, eine hohe Binnenverschuldung und litt unter einer Zahlungskrise. Die Regierung hatte einen hohen Bedarf für kurzfristige Kredite, um Lücken im Haushalt zu schließen. Im Gefolge der Turbulenzen der Asienkrise im Herbst 1997 reagierten zudem viele einheimische Anleger nervös, weshalb es zu einem massiven Kapitalabfluss kam. Dadurch geriet die Währung, der Rubel, so sehr unter Druck, dass es Mitte August 1998 zu starken Kurseinbrüchen an der Moskauer Börse kam, was schließlich zur sogenannten Russlandkrise führte. Kirijenkos Versuche, die Finanzkrise durch harte Sparmaßnahmen zu bekämpfen, wurde weitgehend vom Parlament verhindert. Am 17. August erweiterte die Regierung Kirijenko den Dollar-Korridor des Rubel, was einer De-facto-Abwertung der Währung gleichkam. Zusätzlich wurde die Rückzahlung privater Auslandsschulden für 90 Tage ausgesetzt und die Bedienung kurzfristiger Staatsanleihen eingestellt.
Am 23. August entließ Jelzin Kirijenko überraschend aus dem Amt. Begründet wurde dies damit, dass Kirijenko die Wirtschaftsprobleme nicht gelöst und entschieden habe, den Rubel abzuwerten. Jelzin sagte, er habe die Entlassung im Interesse der Stabilität und Kontinuität ausgesprochen. Kirijenko hatte zuvor im Parlament erklärt, Russland stehe am Anfang einer Finanzkrise, worauf weltweit die Kurse an den Finanzmärkten einbrachen. Mit der Entlassung Kirijenkos rettete Jelzin seinen eigenen Posten, galt aber als angeschlagen.
Jelzin ernannte Kirijenkos Vorgänger Tschernomyrdin zum geschäftsführenden Ministerpräsidenten. Tschernomyrdin wurde jedoch nicht von der Duma akzeptiert, sodass der Außenminister Jewgeni Primakow am 11. September zum neuen Ministerpräsidenten gewählt wurde.
Kirijenko, der die großen Staatsbetriebe zu Steuernachzahlungen aufgerufen hatte, wurde nicht zuletzt auf Betreiben der Oligarchen Boris Beresowski und Wladimir Gussinski abgesetzt, deren Banken überprüft und deren Rohstoffkonzerne teilweise für bankrott erklärt werden sollten. Die Finanz- und Rohstoffmagnaten sahen in Kirijenkos Stabilisierungsprogramm zudem ihre Monopolstellungen bedroht.

#### Bündnis rechter Kräfte
Bei der Wahl zum Bürgermeister der Stadt Moskau 1999 ließ sich Kirijenko zum Gegenkandidaten des Amtsinhabers Juri Luschkow aufstellen.
Nach dem Mord an der Petersburger Abgeordneten Galina Starowoitowa Ende November 1998 versuchten die Reformpolitiker Kirijenko, Nemzow, Anatoli Tschubais und Jegor Gaidar ihre Kräfte zu bündeln. Vor der Parlamentswahl 1999 gründete Kirijenko („Neue Kraft“) mit den Ex-Ministerpräsidenten Nemzow und Tschubais die reformorientierte Wahlliste Union rechter Kräfte (SPS), die bei den Wahlen auf 29 Sitze und 8,5 % der Stimmen kam.

#### Föderationskreis
Am 13. Mai 2000 reorganisierte Präsident Putin die Struktur des Landes und führte zu besseren Kontrolle der Provinzgouverneure sieben sogenannte Föderationskreise ein. Kirijenko wurde von Putin zum Generalgouverneur und bevollmächtigten Vertreter des Präsidenten des Föderationskreises Wolga berufen, dem Föderationskreis seiner Heimatstadt. 2000 wurde Kirijenko zum Wirklicher Staatsrat 1. Klasse der Russischen Föderation befördert.

#### Atomministerium

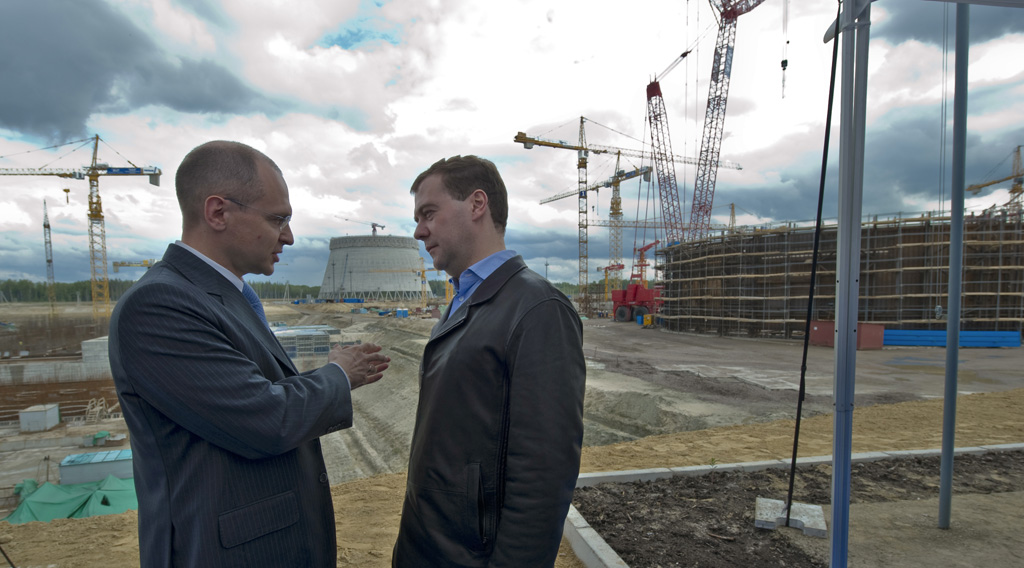
Kirijenko mit Präsident Dmitri Medwedew im Mai 2010 auf der Baustelle des Kernkraftwerks Leningrad II

Putin entließ Kirijenko am 15. November 2005 als Generalgouverneur und ernannte ihn zum Direktor der Föderalen Agentur für Atomenergie Russlands Rosatom. Kirijenko ist damit verantwortlich für Atomkraftwerke, Atommülllager und Kernwaffen.
Kirijenko warnte vor einer neuen Energiekrise in Russland und sprach sich für einen Neubau von 40 Atomreaktoren bis 2030 aus. Der Anteil von Atomkraft würde so von 17 auf 25 % angehoben.
In Verhandlungen zum Atomprogramm des Iran und über eine gemeinsame Uran-Anreicherung in Russland reiste Kirijenko Ende Februar 2006 zu Gesprächen nach Teheran. Er besuchte auch das Atomkraftwerk Buschehr, das mit russischer Hilfe gebaut wird.
Kirijenko erhielt den Titel Held der Russischen Föderation 2018 vermutlich im Zusammenhang mit der Entwicklung des Marschflugkörpers Burewestnik.

#### Sanktionen durch die EU und die USA
Nach dem Giftanschlag auf Alexei Nawalny wurde er im Oktober 2020 von der EU mit einem Einreiseverbot und einer Kontensperre sanktioniert. Unter Präsident Joe Biden erließen die USA im März 2021 Sanktionen in Form von Kontensperrungen gegen dieselben sieben Personen, die von der EU im Oktober 2020 wegen des Giftanschlags sanktioniert wurden.

#### Präsidialverwaltung
2016 ernannte Putin Kirijenko zum stellvertretenden Leiter der Präsidialadministration; sein Schwerpunkt war die Innenpolitik, v. a. die Organisation der Wahlen und Teile der Medienpolitik. Mit dem Beginn der russischen Invasion der Ukraine 2022 wurde Kirijenkos Aufgabengebiet erweitert um die Zuständigkeit auch für die ausländische Propaganda- und Einflusspolitik. Auch erhielt er die Zuständigkeit für die „Integration“ der besetzten ostukrainischen Gebiete Donbass und Donezk.
In westlichen Medien kursieren Berichte, denen zufolge Kirijenko in Russland als Nachfolger Putins gehandelt werde, was er mit sorgfältig aufgebauten Netzwerken anstrebe.

## Privates
Kirijenko ist verheiratet mit einer Ärztin und hat drei Kinder. Zu seinen Hobbys zählen Tauchen und Aikido. Er ist Vorsitzender der russischen Aikido-Föderation und (gemeinsam mit Juri Trutnew) Co-Vorsitzender des russischen Kampfsportverbandes (Российский союз боевых искусств). Einer seiner Söhne, Wladimir Kirijenko, leitet seit 2021 die von Staatsunternehmen kontrollierte Betreiberfirma des russischen Internet-Netzwerks vk.com.